# Kinito Méndez
Kinito Méndez (* 18. November 1961 in Padre La Casas, Provinz Azua) ist ein dominikanischer Merengue-Sänger.

## Leben
Ab Mitte der 1980er-Jahre war er in unterschiedlichen Bands aktiv. So gründete er 1988 mit Alfonso „Pochi“ Vásquez die Cocoband. Ebenso hat er 1993 die Band Rokabanda gegründet. 1995 verließ er diese und ist seitdem äußerst erfolgreich als Solokünstler unter seinem Spitznamen El Hombre Merengue unterwegs, der ebenfalls der Titel seines Debüt-Soloalbums ist.
Seine Stücke wurden unter anderem in den Filmen Kindergarten Cop und Auge um Auge verwendet.
Méndez schrieb 1996 einen Song über den American-Airlines-Flug 587, welcher morgendlich zwischen New York City und Santo Domingo verkehrte und welchen er immer mal wieder nutzte. Zu seinen Lyrics von Flight 587 kam der Gesang von Johnny Ventura. Nachdem das Flugzeug am 12. November 2001 abstürzte, wurde der Song unter dem neuen Namen The Plane und El Avion (spanisch) neu aufgelegt. Bei dem Flugzeugabsturz kam Papi LaFontaine, der ehemalige Manager von Méndez ums Leben.

## Diskografie
- 1995: El Hombre Merengue (15. August 1995)
- 1997: El Decreto
- 1998: A Caballo
- 1999: Su Amigo (10. August 1999)
- 2000: D' Colores (31. Oktober 2000)
- 2001: A Palo Limpio (23. Oktober 2001)
- 2002: 20 Exitos (23. Juli 2002)
- 2002: Sigo Siendo El Hombre Merengue (10. Dezember 2002)
- 2004: Celebra Conmigo (2. November 2004)
- 2006: Con Sabor A Mi (19. September 2006)
- 2008: La Fábrica (24. November 2008)

## Auszeichnungen
Latin Grammy Award
- 2002: Best Merengue Album – A Palo Limpio (nominiert)
- 2003: Best Merengue Album – Sigo Siendo El Hombre Merengue (nominiert)
- 2005: Best Merengue Album – Celebra Conmigo (nominiert)
- 2007: Best Merengue Album – Con Sabor A Mi (nominiert)